# Hermann Usener

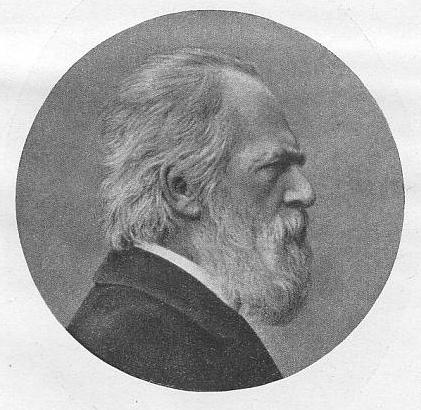
Fotografie von Hermann Usener (1901)

Hermann Carl Usener (* 23. Oktober 1834 in Weilburg; † 21. Oktober 1905 in Bonn) war ein deutscher klassischer Philologe und Religionswissenschaftler.
Usener studierte seit 1853 in Heidelberg, München, Göttingen und Bonn, wo er 1857/58 mit einer Dissertation Analecta Theophrastea promoviert wurde. Von 1858 bis 1861 war er Lehrer am Joachimsthalschen Gymnasium zu Berlin. Am 7. Mai 1861 wurde Usener außerordentlicher Professor an der Universität und der Kantonsschule in Bern, zum Sommersemester 1863 ordentlicher Professor in Greifswald. Zum Sommersemester 1866 wechselte er als Nachfolger Friedrich Ritschls an die Universität Bonn, wo er bis zu seiner Emeritierung am 13. Juni 1902 blieb. Zusammen mit Franz Bücheler machte er die Universität Bonn zu einem Zentrum der damaligen klassischen Philologie. 1874/75 war er Dekan, 1882/83 Rektor.

## Werdegang
Hermann Useners Eltern waren Georg Friedrich Usener (* 20. August 1789, † 15. April 1854) Landesoberschultheiß in Weilburg und dessen Ehefrau Charlotte Henriette Caroline Vogler (* 1798, † 1855), die Tochter des herzoglich-nassauischen Obermedizinalrates und Leibarztes Georg Vogeler. Usener heiratete am 4. September 1866 in Marburg Caroline (Lily) Dilthey (* 25. Februar 1846; † 14. März 1920). Sie war die Schwester des Philosophen Wilhelm Dilthey und des Archäologen Karl Dilthey. Seine Tochter Maria heiratete 1899 den Altphilologen Albrecht Dieterich. Sein Sohn Hans (1872–1929) wurde Physiker, sein Sohn Karl Albert Hermann (1876–1928) Oberleutnant.
Usener besuchte das Gymnasium seiner Vaterstadt, das unter anderem mit Alfred Fleckeisen, dessen Art der Lehre einen großen Eindruck auf Usener machte, und Rudolf Krebs über erstklassige Gymnasiallehrer verfügte. Er studierte zwischen 1853 und 1857 Klassische Philologie an den Universitäten Heidelberg, München, Göttingen und Bonn, also mit Göttingen und Bonn an den neben Berlin zu dieser Zeit wohl bedeutendsten deutschen und damit zugleich bedeutendsten internationalen Universitäten auf diesem Gebiet. Zu seinen Lehrern gehörte in Heidelberg Karl Ludwig Kayser, der zu dieser Zeit der einzige namhafte Altphilologe an der Universität war, dem sich Usener deshalb eng anschloss und mit dem ihn später eine lebenslange Freundschaft verband. Kayser führte ihn vor allem in die Rhetorik ein und verwies ihn nach München, wo er bei Kaysers Freund Leonhard Spengel hörte, aber keinen persönlichen Anschluss an diesen fand. Dennoch war München insoweit für Useners Entwicklung wichtig, als er dort in der Bibliothek erstmals mit Handschriften in Berührung kam.

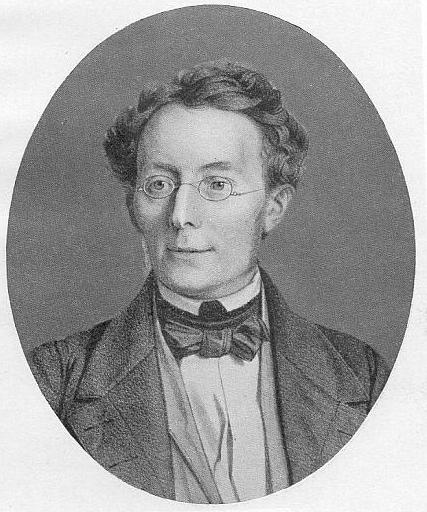
Useners Doktorvater und Vorgänger auf der Bonner Professur, Friedrich Ritschl

Das Wintersemester 1854/55 verbrachte er im Haus des kurz zuvor verstorbenen Vaters mit Privatstudien, die jedoch durch den Tod der Mutter weiter getrübt wurden. Ab dem Sommersemester studierte er in Göttingen bei Ernst von Leutsch, Karl Friedrich Hermann und Friedrich Wilhelm Schneidewin, wobei jedoch die beiden Letzteren binnen weniger Tage Ende 1855 und Anfang 1856 starben. Ihnen wurde eine Schrift Useners über Anaximenes gewidmet. Nach dem Tod Hermanns und Schneidewins hielt ihn nichts mehr in Göttingen und er wechselte zum Wintersemester 1857 nach Bonn. Dabei verpasste er jedoch deren Nachfolger in Göttingen, Ernst Curtius und Hermann Sauppe. In Bonn wurde der Usener fesselnde Friedrich Ritschl zum wichtigsten Lehrer, zudem hörte er bei dem ihn weniger beeindruckenden Otto Jahn sowie dem schon greisen Friedrich Gottlieb Welcker. Neben der Begegnung mit Ritschl war die hier beginnende Freundschaft mit Franz Bücheler das prägende Ereignis der Bonner Studienzeit. Mit anderen Studenten gaben sie das gerade in einer Handschrift entdeckte Handbuch des Granius Licinianus heraus und widmeten diese als ausgezeichnet geltende Arbeit ihrem Lehrer Ritschl. Sein Studium schloss er 1858 mit der Promotion bei Wilhelm Ritschl und Christian August Brandis mit einer Arbeit zu Theophrast ab, um nach zudem bestandenem Staatsexamen zunächst eine Karriere als Gymnasiallehrer einzuschlagen. Von 1858 bis 1861 lehrte er als Adjunkt am renommierten Joachimsthalschen Gymnasium in Berlin, dessen Direktor Gustav Kiessling zu einem väterlichen Freund wurde. 1861 ging er in Nachfolge von Otto Ribbeck als außerordentlicher Professor an die Universität Bern, wo er zudem qua Amt an der Kantonsschule zu lehren hatte. In Bern hatte er fast keine Studenten, hielt aber dennoch wöchentlich zehn Unterrichtsstunden ab. Auch die Lehrverpflichtung an der Kantonsschule nahm er sehr ernst und hielt diesem später zugute, selbst fließend die altgriechische Sprache zu beherrschen.
1863 wurde Usener in der Nachfolge Martin Hertz’ Professor in Greifswald, einer Universität, die zumeist als Sprungbrett für bedeutendere Positionen fungierte. Hier lehrte er neben Georg Friedrich Schömann und Franz Susemihl, die ihm den Wechsel nach Greifswald leichtmachten. Anders als sonst widmete er sich den Gepflogenheiten der Greifswalder Universität folgend in den drei Jahren an der dortigen Universität vor allem der Latinistik. Der erwartbare Wechsel zu einer bedeutenderen Universität erfolgte bedingt durch die Vakanzen, die der Bonner Philologenstreit gerissen hatte, im Jahr 1866. In Greifswald folgte ihm sein Freund Franz Bücheler nach, zuvor in Bern Johann Melchior Knaus. Im Dezember 1873 führte ihn eine Reise nach Rom. In Bonn lehrte er bis zu seiner Emeritierung zum 13. Juni 1902. Von an sich starker körperlicher Natur überstand er mehrere schwere Erkrankungen, verlor jedoch durch ein Augenleiden 1896 die Sehkraft auf einem Auge. Er starb zwei Tage vor seinem 71. Geburtstag nach einem Herzinfarkt. Er wurde auf dem Alten Friedhof bestattet, seine Bibliothek ging an das Akademische Kunstmuseum, später wurde ein Teil an das Altphilologische Seminar überstellt.

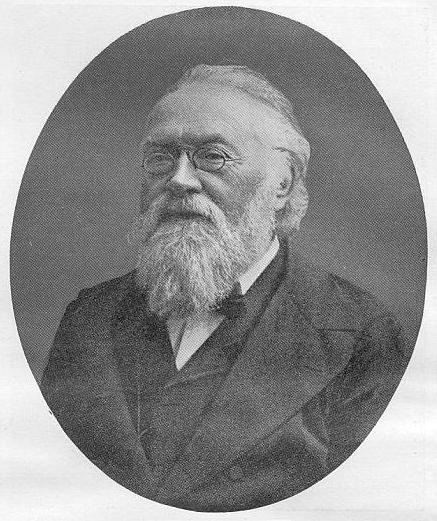
Useners langjähriger Kollege und Freund Franz Bücheler

In Bonn trat Usener seine Stelle an einem verunsicherten Seminar an. Nach internem Streit zwischen Friedrich Gottlieb Welcker und vor allem Useners Lehrer Ritschl und Otto Jahn, der mit Ritschls Weggang und Jahns Tod endete, wurde beispielsweise von Wilhelm Brambach das Ende der berühmten Bonner Schule der Altphilologie, die die Bonner Universität in der Mitte des 19. Jahrhunderts zum Zentrum dieser Wissenschaft machte, heraufbeschworen. Usener folgte seinem Lehrer Friedrich Ritschl aufgrund eines Sondervotums Otto Jahns. Er sollte hier wie in Greifswald und in Nachfolge des vor allem als Latinisten tätigen Ritschls vor allem die Latinistik lehren. Sein Nachfolger in Greifswald, Franz Bücheler, folgte vier Jahre später im Sommersemester 1870 aufgrund des vehementen Einsatzes von Usener gegen diverse Widerstände auf Otto Jahn in Bonn. Mit dem Erscheinen Büchelers konnte Usener sich endlich wieder vermehrt der Gräzistik zuwenden. Usener und Bücheler sollten die Bonner Schule wider diese Unkenrufe zu einer nochmaligen und zunächst unerwarteten Höhe führen, bis in der ersten Hälfte des 20. Jahrhunderts die Berliner Universität mit Persönlichkeiten wie Useners Schüler Ulrich von Wilamowitz-Moellendorff sowie Werner Jaeger zum Zentrum der Altertumswissenschaften wurde. Adolf Dyroff attestierte der Bonner Schule dank den beiden Dioskuren Usener und dem kongenialen Bücheler Weltgeltung.
Obwohl Jahn sich für Useners Berufung starkmachte, wandelte sich dessen Einstellung Usener (als Schüler seines Gegners Ritschl) gegenüber mit zunehmendem Fortschreiten seiner Erkrankung, die 1869 zum Tode führte, ins Negative. Auch ein Teil des Philologischen Seminars (darunter Wilamowitz) teilte diese Antipathie zunächst. Obwohl Usener zu dieser Zeit eine größere Zahl von Publikationen veröffentlichte, wurde ihm der Vorwurf der „literarischen Unfruchtbarkeit“ gemacht, auf den Usener noch bei einer Rede zu seinem 70. Geburtstag mit dem Hinweis auf die Bevorzugung der Lehrtätigkeit entschuldigend reagierte. Es dauerte bis zur Wiesbadener Philologenversammlung im Jahr 1877, dass sich Usener und Wilamowitz durch Vermittlung Friedrich Leos aussöhnten und produktiven Kontakt hielten. In seinem Spätwerk Geschichte der Philologie attestierte Wilamowitz schließlich auch, dass erst die Zeit Useners und Büchelers die Blütezeit der Bonner Altphilologie gewesen sei. In seinen ersten Bonner Jahren musste Usener sich noch längere Zeit gegen die Vorurteile behaupten, die gegen ihn als Ritschls Schüler bestanden, insbesondere seitens des Inhabers der ersten Professur, Friedrich Heimsoeth, der vom Historiker und Jahn-Befürworter Heinrich von Sybel unterstützt wurde. Spätestens 1872 hatte sich Useners Position jedoch endgültig gefestigt.
Als Autor galt Usener als Meister eines künstlerischen Sprachstils. Weniger gut war er als Redner, konnte seine Zuhörer nicht in dem Maße fesseln, wie es Bücheler tat. Selbst gab er zu, dass er wohl nicht immer sinnvoll zwischen dem unterschieden hatte, was ihm selbst wichtig war, und dem, was für seine Hörer von Bedeutung war. Mit seinem lockigen Haar gab er eine beeindruckende Erscheinung ab und konnte auf seine Schüler durchaus auch furchteinflößend wirken. Verkehrssprache in den Übungen und Seminaren war Latein. Zum Seminar wurden überhaupt nur vergleichsweise wenige Studenten zugelassen, die ein Bewerbungsschreiben in lateinischer Sprache verfassen mussten, über das dann die drei Lehrstuhlinhaber, die dem Seminar gemeinsam vorstanden, entschieden. Unaufrichtigkeiten, Nachlässigkeiten und nicht ausreichender Einsatz konnte zu großem Ärger führen, wenngleich der Tadel niemals unsachlich wurde. Letztlich waren Usener und Bücheler nicht darauf ausgerichtet, eine eigene Schule zu schaffen, sondern eher ihre Schüler zu selbständigen Wissenschaftlern zu formen. Usener war sehr religiös, dabei aber nicht dogmatisch und zu Denkverboten bereit, die etwa zur Kritik von Adolf von Harnack an verschiedenen religionswissenschaftlichen Erkenntnissen führten.

## Leistungen
Usener konnte in seinem Werk zum Teil widerstreitende Tendenzen und Methoden zusammen bringen und damit eine Synthese der vorherrschenden Strömungen der Klassischen aber auch moderner Philologien erreichen. „Useners Altertumsforschung kannte prinzipiell keine Grenzen; er suchte das antike Leben in schlechthin allen seinen Äußerungen zu erfassen, von denen Glaube, Dichtung und Kunst nur ein Teil sind.“ Der Ansatz zur Interdisziplinarität stammte schon aus seiner Studienzeit in Bonn, wo ihn Welcker in die wichtigen Fragestellungen der Götterlehre einführte. Jacob Grimm beeinflusste ihn bei der Anwendung der Methoden der Vergleichenden Sprachwissenschaften im Bereich der Religionsgeschichte, August Boeckh verdankte er das Begreifen der Philologie als historische Wissenschaft, Ritschl das Verständnis dafür, dass nicht nur die großen und bedeutenden, sondern auch die kleinsten Zeugnisse der Vergangenheit beachtenswert und von Bedeutung sind. Gottfried Hermann beeinflusste Usener bei der Anwendung der Kant’schen Kategorien auf die Philologie. Usener wurde damit zu einem der bedeutendsten Protagonisten bei der Herausbildung der Religionsgeschichte aus der Philologie. Sein Hauptinteresse bestand in der Untersuchung des Göttlichen in der altgriechischen Sprache. Er vermutete, dass die Namen der Götter Grundsätzliches enthielten und untersuchte deshalb eingehend die Namen der Götter des griechischen Pantheons. Im Laufe seiner Forschungen konnte er viele der von der Romantik Friedrich Creuzers getroffene symbolistische Erklärungen der Griechischen Religion etwa zu einem Urmonotheismus widerlegen. Für die interdisziplinäre Ausrichtung der Bonner Altphilologie stand auch, dass sowohl Usener als auch Bücheler ihre Vorlesungen im Akademischen Kunstmuseum hielten. Trotz der Spezialisierung der Altertumswissenschaften und dem damit verbundenen auseinander Driften der Altertumswissenschaft in Spezialdisziplinen – Bücheler konnte etwa anders als Otto Jahn nicht mehr auch noch die Archäologie vertreten – arbeiteten Usener und Bücheler eng mit anderen Vertretern der Altertumswissenschaften und Sprachwissenschaften zusammen, so mit dem Archäologen Reinhard Kekulé von Stradonitz, der Jahns Nachfolger auf dem Gebiet der Archäologie war, und Georg Loeschcke, dem Althistorikern Arnold Dietrich Schaefer und Heinrich Nissen sowie dem Sprachwissenschaftler Felix Solmsen zusammen.
Andere Forschungen galten dem Ritus und dem Mythos, bei denen Usener unabhängig von den Cambridge Rituals zu seinen Erkenntnissen kam. Usener ging von einer Interaktion zwischen beiden Bereichen aus, wobei der Ritus die institutionalisierte Form, die Praxis, des Mythos war. Auch hier zeigte er sich neuen Forschungsbereichen gegenüber aufgeschlossen und stützte sich auch auf ethnologische Zeugnisse und Ergebnisse der noch im Entstehen begriffenen wissenschaftlichen Volkskunde. Usener vertrat die Auffassung von starken Kontinuitäten in Ritualen. So meinte er, dass etwa das Weihnachtsfest von der Antike bis ins christliche Mittelalter transformiert wurde.

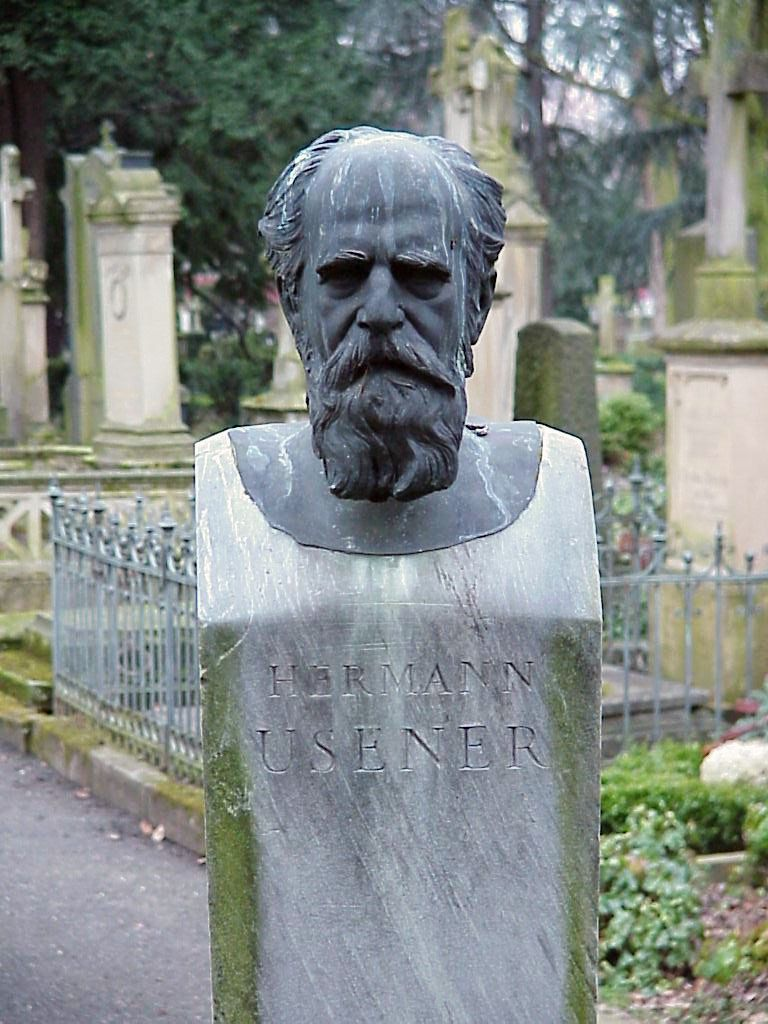
Grabmal Useners auf dem Alten Friedhof Bonn

Als Hauptwerk gilt Useners Wilhelm Dilthey gewidmete Götterlehre, die er zugleich als wissenschaftliches Testament betrachtete. Es handelte sich hierbei um nicht weniger als um eine Geschichte des menschlichen Denkvermögens. Die griechischen Götter unterteilte er in phänomenologische Kategorien: Augenblicksgötter, Sondergötter und Hauptgötter. Die Götterlehre ist Useners am meisten rezipiertes und einflussreichstes Werk. Es hatte großen Einfluss auf die entstehende Soziologie, Émile Durkheim nahm die Erkenntnisse sofort für seine Forschungen an, zudem waren sie auch wichtig für Ernst Cassirers Philosophie der symbolischen Formen. Neben den griechischen untersuchte Usener mit denselben Methoden auch die litauischen und lettischen Götter. Dabei ging er von der Vergleichbarkeit der Kulturen aus, selbst wenn sie nicht in Kontakt miteinander standen, was in Useners Nachfolge auch dessen Schüler Aby Warburg vertrat. Auch der Heidelberger Eranos-Kreis um Adolf Deißmann und Albrecht Dieterich berief sich auf die Schule Useners. Zu seinen Schülern gehörten Ludwig Deubner, Hermann Diels, Georg Ferdinand Dümmler, Richard Heinze, Friedrich Leo und Eduard Schwartz, die er promovierte, sowie Paul Friedländer, Emil Hermes, Hans Lietzmann, Friedrich Marx, Eduard Norden, Ludwig Radermacher, Max Siebourg und Richard Wünsch. Von 1899 bis 1905 gab er das Rheinische Museum für Philologie mit heraus.
Usener wurde mit vielen hohen Ehren bedacht. 1874/75 war er Dekan der philosophischen Fakultät, 1882/83 Rektor der Bonner Universität. Er war Ritter des Ordens Pour le Mérite und Mitglied verschiedener Gelehrter Gesellschaften im In- und Ausland. Der Philologische Verein, ein Studentenzirkel, bedachte ihn und Bücheler 1873 mit einer gemeinsamen Festschrift nach beider Ablehnung auf Rufe auf andere Lehrstühle. Zu Useners 70. Geburtstag und Büchelers goldenem Doktorjubiläum im Jahr 1904 wurden zwei Bronzebüsten von Hans Everding und Walter Lobach gestiftet, die sich heute in den Räumlichkeiten des Bonner Altphilologischen Seminars befinden. Im Akademischen Kunstmuseum wurde dazu ein feierlicher Festakt begangen. Mit dem dabei gesammelten Geld wurde unter anderen eine Usener-Stiftung für Klassische Philologen eingerichtet. Zudem präsidierte er die Philologenversammlung. Am 13. Februar 1902 ehrte ihn die Evangelisch-Theologische Fakultät der Universität Bonn mit der Ehrendoktorwürde.
Obwohl Useners Leistungen nie vergessen wurden, ist die Rezeption seiner Arbeit vor allem wieder seit einem von Arnaldo Momigliano 1983 an der Scuola Normale Superiore in Pisa abgehaltenen Seminar zu Usener zu einem der zentralen Punkte in der Fachgeschichte der Altertumswissenschaften geworden. Rezeption, Wirkung und einzelne Werke wurden in den letzten 35 Jahren verstärkt erforscht.

## Schriften
- Alexandri Aphrodisiensis quae fertur problematorum liber III et IV. Berlin 1859 (= Jahresbericht über das Königliche Joachimsthalsche Gymnasium).
- Scholia in Lucani bellum civile. Leipzig. 1869, Band 1.
- Anecdoton Holderi. Bonn 1877.
- Legenden der Pelagia. Bonn 1879.
- De Stephano Alexandrino. Bonn 1880.
- Acta S. Marinae et S. Christophori. Bonn 1886.
- Altgriechischer Versbau. Bonn 1887.
- Epicurea. Leipzig 1887; zahlreiche Beiträge zum Rheinischen Museum.
- Götternamen: Versuch einer Lehre von der Religiösen Begriffsbildung. Bonn 1896.
- Das Weihnachtsfest. Religionsgeschichtliche Untersuchungen. Erster Teil. Kapitel I bis III. 3. Auflage, Bouvier Bonn 1969.

Auch gab er Karl Ludwig Kaysers Homerische Abhandlungen (Leipzig 1881) und Jacob Bernays’ Gesammelte Abhandlungen heraus.